# Sphenarches gilloni
Sphenarches gilloni is een vlinder uit de familie vedermotten (Pterophoridae). De wetenschappelijke naam van deze soort is voor het eerst geldig gepubliceerd in 2006 door Louis Bigot & Patrick Boireau.
De soort komt voor in het Afrotropisch gebied.

## Type
- holotype: "female. 19.XI.2003. leg. P. Boireau"
- instituut: Collectie Patrick Boireau, Abidjan, Ivoorkust
- typelocatie: "Cóte-d'Ivoire, pare national du Banco"

1. ↑  Bigot, L. & Boireau, P., 2006: Compléments a Tinventaire raisonné des Pterophoridae (Lepidoptera) de la Cote-d'Ivoire (Se note). Bulletin de la Société linnéenne de la Provence 57: 15-17